# Ronald Vink
Ronald Vink es un tenista profesional en silla de ruedas holandés. Se especializa en dobles pero también juega en eventos individuales.

## Participaciones en Grand Slam
Vink ha llegado a la final de dobles de Grand Slam en silla de ruedas, ganando su primer título en el Campeonato de Wimbledon 2007 con su compatriota Robin Ammerlaan. En 2008, defendió con éxito su título de Wimbledon al derrotar al dúo francés de Stéphane Houdet y Nicoles Peifer. En 2011 ganó por tercera vez la final con su compañero Maikel Scheffers.
En torneos individuales, ha tenido menos aciertos. No ha ganado un título individual ni llegado a una final. Su mejor resultado llegó en el Abierto de Francia de 2008, cuando alcanzó las semifinales.

## Finales de Grand Slam Dobles
| Año  | Campeonato                | Compañero        | Rivales en la final               | Puntuación en la final |
| 2007 | Wimbledon                 | Robin Ammerlaan  | Shingo Kunieda Satoshi Saida      | 4–6, 7–5, 6–2          |
| 2008 | Wimbledon                 | Robin Ammerlaan  | Stéphane Houdet Nicolas Peifer    | 6–7 (6), 6–1, 6–3      |
| 2010 | Abierto de Estados Unidos | Maikel Scheffers | Nicolas Peifer Jon Rydberg        | 6-0, 6-0               |
| 2011 | Wimbledon                 | Maikel Scheffers | Stéphane Houdet Michaël Jeremiasz | 7–5, 6–2               |
| 2012 | abierto de Australia      | Robin Ammerlaan  | Stéphane Houdet Nicolas Peifer    | 6–2, 4–6, 6–1          |

### Subcampeonatos
| Año  | Campeonato                | Asociación       | Rivales en la final             | Puntuación en la final |
| 2007 | abierto de Australia      | Maikel Scheffers | Shingo Kunieda Robin Ammerlaan  | 6–2, 6–0               |
| 2008 | abierto de Australia      | Robin Ammerlaan  | Shingo Kunieda Satoshi Saida    | 6–4, 6–3               |
| 2008 | abierto Francés           | Robin Ammerlaan  | Shingo Kunieda Maikel Scheffers | 6–2, 7–5               |
| 2009 | Abierto de Estados Unidos | Maikel Scheffers | Stéphane Houdet Stefan Olsson   | 6–4, 4–6, 6–4          |
| 2011 | Abierto de Estados Unidos | Maikel Scheffers | Stéphane Houdet Nicolas Peifer  | 6–3, 6–1               |

## Actuaciones paralímpicas
Representó a Holanda en los Juegos Paralímpicos de Pekín 2008 y Londres 2012. 

### Pekín 2008
Durante los Juegos de 2008 compitió en eventos individuales y dobles. En ambos llegó a las semifinales pero perdió allí y volvió a perder en el partido por la medalla de bronce. 

### Londres 2012
En los Juegos de 2012 compitió en los eventos individuales y dobles. En las semifinales del evento individual perdió ante Shingo Kunieda pero ganó el partido por la medalla de bronce ante Maikel Scheffers. En el encuentro por la medalla de bronce de la prueba de dobles perdió con su compañero Robin Ammerlaan ante los franceses Stéphane Houdet y Michaël Jérémiasz.

## Cronología de rendimiento individual
| Grand Slams               |     |     |     |     |     |    |    |      |      |
| abierto de Australia      | CF  | CF  |     |     | CF  | CF | SF | 0/3  | 0-3  |
| abierto Francés           |     | SF  |     | CF  | CF  | SF | CF | 0/3  | 1-3  |
| Abierto de Estados Unidos | CF  |     | CF  | CF  | SF  |    |    | 0/4  | 1-4  |
| Ganado perdido            | 0-2 | 1-2 | 0-1 | 0-2 | 1-3 |    |    | 0/10 | 2-10 |

## Cronología de desempeño en dobles
| Grand Slams               |     |     |     |     |     |      |      |      |       |
| abierto de Australia      | F   | F   |     |     | F   | G    | SF   | 15   | 3–3   |
| abierto Francés           |     | F   |     | F   | SF  | SF   | F    | 0/4  | 3–3   |
| Wimbledon                 | G   | G   | F   | F   | G   | F    |      | 3/6  | 8-2   |
| Abierto de Estados Unidos | F   | NH  | F   | G   | F   | NH   |      | 1/4  | 5-3   |
| Ganado perdido            | 4-2 | 4-2 | 2–2 | 4-2 | 5-3 | ? -? | ? -? | 4/15 | 19-11 |